# Agostino Di Bartolomei
Agostino Di Bartolomei (ur. 8 kwietnia 1955 w Rzymie – zm. 30 maja 1994 w Castellabate) – piłkarz włoski grający na pozycji środkowego pomocnika lub libero. Nosił przydomki „Ago” i „Diba”.

## Życiorys
Di Bartolomei pochodził z przedmieść Rzymu. Piłkarskie kroki stawiał w dzielnicy Garbatella i niedługo potem trafił do juniorów AS Roma. W 1972 roku został włączony do kadry pierwszej drużyny, a w Serie A zadebiutował 22 kwietnia 1973 w zremisowanym 0:0 meczu z Interem Mediolan. Liczył sobie wówczas 18 lat. W swoich pierwszych dwóch sezonach w dorosłym futbolu zaliczył raptem 10 spotkań i zdobył swojego premierowego gola (w 1. kolejce sezonu 1973/1974, w wygranym 2:1 październikowym spotkaniu z Bolonią). W sezonie 1974/1975 wystąpił w 13 spotkaniach i po raz pierwszy zajął z Romą miejsce na podium. Na sezon 1975/1976 Agostino został wypożyczony do Lanerossi Vicenza, gdzie zaczął występować w pierwszym składzie i zdobył dla tego zespołu 4 bramki. Latem 1976 powrócił na Stadio Olimpico i w drużynie prowadzonej przez Szweda Nilsa Liedholma wywalczył miejsce w wyjściowej jedenastce występując na środku pomocy. W sezonie zdobył 8 bramek, a w kolejnym z 10 na koncie został najlepszym strzelcem drużyny. W 1980 roku Di Bartolomei osiągnął swój pierwszy sukces w karierze, jakim było zdobycie Pucharu Włoch. Obfitym w sukcesy był też sezon 1980/1981, gdy Agostino drugi raz rzędu sięgnął po krajowy puchar, a następnie także po wicemistrzostwo Włoch. W sezonie 1981/1982 wraz z kolegami klubowymi zakończył ligę na 3. miejscu w tabeli. Latem 1982 z zespołu odszedł libero Maurizio Turone i Liedholm dość niespodziewanie przesunął Agostina na tę pozycję. Mimo grania w obronie Di Bartolomei zdobył 7 goli w lidze (po Roberto Pruzzo najwięcej w zespole) i walnie przyczynił się do wywalczenia przez „giallo-rossich” pierwszego od 1942 roku mistrzostwa kraju. W 1984 roku zdobył kolejny Coppa Italia, wicemistrzostwo Italii, a także dotarł do finału Pucharu Mistrzów, w którym wystąpił przez pełne 120 minut, skutecznie wykorzystał rzut karny w serii rzutów karnych, jednak rzymianie przegrali w niej 2:4 z Liverpoolem i to Anglicy sięgnęli po puchar. Dla Romy przez 11 sezonów rozegrał 237 ligowych spotkań (w tym ponad 130 jako kapitan) i strzelił 50 bramek.
Latem 1984 Di Bartolomei zmienił barwy klubowe i przeszedł do A.C. Milan, gdzie także miał pewne miejsce w składzie, a do zespołu ściągnął go sam Liedholm. W 1985 roku zajął z Milanem 5. miejsce w Serie A oraz wywalczył pierwszy puchar kraju w barwach nowego klubu. W 1986 roku zakończył sezon w „rosso-nerich” na 7. pozycji, a rok później na 5. Dla Milanu zagrał 88 razy i strzelił 9 goli.
W 1987 roku Agostino trafił do AC Cesena, z którą zajął 9. miejsce w lidze. Rok później był już piłkarzem Salernitany, w której przez 2 sezony grał w Serie C1/B i ostatecznie w 1990 roku zakończył piłkarską karierę w wieku 35 lat.
Po zakończeniu kariery Di Bartolomei miewał kłopoty natury osobistej. 30 maja 1994 w 10. rocznicę meczu z Liverpoolem popełnił samobójstwo, strzelając do siebie z pistoletu w domu w miasteczku Castellabate.
| Sezon   | Klub               | Kraj   | Rozgrywki         | Mecze | Bramki |
| ------- | ------------------ | ------ | ----------------- | ----- | ------ |
| 1972/73 | AS Roma            | Włochy | Serie A           | 2     | 0      |
| 1973/74 | AS Roma            | Włochy | Serie A           | 8     | 1      |
| 1974/75 | AS Roma            | Włochy | Serie A           | 13    | 0      |
| 1975/76 | Lanerossi Vicenza  | Włochy | Serie A           | 33    | 4      |
| 1976/77 | AS Roma            | Włochy | Serie A           | 29    | 8      |
| 1977/78 | AS Roma            | Włochy | Serie A           | 26    | 10     |
| 1978/79 | AS Roma            | Włochy | Serie A           | 28    | 5      |
| 1979/80 | AS Roma            | Włochy | Serie A           | 23    | 5      |
| 1980/81 | AS Roma            | Włochy | Serie A           | 30    | 6      |
| 1981/82 | AS Roma            | Włochy | Serie A           | 22    | 3      |
| 1982/83 | AS Roma            | Włochy | Serie A           | 28    | 7      |
| 1983/84 | AS Roma            | Włochy | Serie A           | 28    | 5      |
| 1984/85 | AC Milan           | Włochy | Serie A           | 29    | 6      |
| 1985/86 | AC Milan           | Włochy | Serie A           | 29    | 2      |
| 1986/87 | AC Milan           | Włochy | Serie A           | 30    | 1      |
| 1987/88 | AC Cesena          | Włochy | Serie A           | 25    | 4      |
| 1988/89 | Salernitana Calcio | Włochy | Serie C1          | 22    | 7      |
| 1989/90 | Salernitana Calcio | Włochy | Serie C1          | 30    | 9      |
|         |                    |        | Łącznie w Serie A | '383  | 67     |